# دانييل رودريغيز (سياسي)
دانييل رودريغيز (بالإنجليزية: Heriberto Rodríguez)‏ هو سياسي أمريكي، ولد في 24 سبتمبر 1973. حزبياً، نشط في الحزب التقدمي الجديد.